# Église Saint-Martin de Plazac
Pour les articles homonymes, voir Église Saint-Martin.
L'église Saint-Martin est une église catholique située à Plazac, en France.

## Localisation
L'église est située dans le département français de la Dordogne sur la commune de Plazac.

## Historique
L'édifice est classé au titre des monuments historiques le 6 juin 2005. L'église inscrite en 1926 a été déclassée pour être classée avec l'ensemble du château des évêques de Périgueux dont elle a été la chapelle castrale.